# Суперфантоцці
«Суперфантоцці» (італ. Superfantozzi) — італійська кінокомедія 1986 року режисера і письменника Нері Паренті. Це п'ята серія «фантоцціани» про пригоди вигаданого невдахи Уго Фантоцці. Рекомендується перегляд фільму разом з батьками.

## Сюжет
Фільм починається з того, що Господь першою людиною створив Фантоцці, але він був трохи недосконалим. Через день він створив Адама, Єву і жінку для Фантоцці (не таку гарну, як красуня Єва). Фантоцці на прохання Єви зірвав заборонений плід і за це Господь вигнав Фантоцці і його жінку з Раю. Далі йдуть невеликі сюжети, в яких показується пригоди Фантоцці в різних історичних епохах. Спочатку показано пригоди Фантоцці в доісторичні часи, потім у Стародавньому Римі, потім час Ісуса Христа, пізніше — Середньовіччя, час Робін Гуда, французької революції, XIX століття, 30-і роки в США, Друга світова війна, сучасність (тобто 1986) і майбутнє.

## В ролях
- Паоло Вілладжо — Уго Фантоцці
- Лю Бозізіо — Піна, дружина Фантоцці
- Джіджі Редер — Філліні
- Плініо Фернандо — Маріанджелла, донька Фантоцці
- Єва-Лена Лундгрен — Єва, чудова принцеса, танцівниця

## Цікаві факти
- Доньку Фантоцці Маріанджеллу насправді грав коротун зі штучним носом.
- Згодом було знято п'ять фільмів-продовжень про Уго Фантоцці.
- У цьому фільмі Піну знову зіграла Лю Бозізіо.